# Sterling Jerins
Sterling Jerins (New York, 15 juni 2004) is een Amerikaanse kindactrice, bekend van het spelen van Lily Bowers in de NBC-serie Deception, Constance Lane in World War Z, Judy Warren in The Conjuring, The Conjuring 2 en The Conjuring: The Devil Made Me Do It en van de rol van Lila DuFresne in de HBO comedyserie Divorce.
In 2012 werd Jerins toegevoegd aan de cast van de zombie-apocalypsfilm World War Z, geregisseerd door Marc Forster, om de rol te spelen van Constance Lane, de jongste dochter van Gerry (Brad Pitt) en Karen Lane (Mireille Enos).  De film is uitgebracht op 21 juni 2013.  Vervolgens verscheen ze in The Conjuring, een bovennatuurlijke horrorfilm geregisseerd door James Wan, die werd uitgebracht op 19 juli 2013. Jerins speelde Judy Warren, de dochter van Ed en Lorraine Warren (Patrick Wilson en Vera Farmiga).
Jerins speelde mee in de romantische komedie And So It Goes uit 2014, geregisseerd door Rob Reiner, en speelde de bijrol van de kleindochter van het personage van Michael Douglas. In 2015 speelde Jerins mee in de mysteriethriller Dark Places, gebaseerd op de gelijknamige roman van Gillian Flynn.  Jerins speelde een jonge versie van het hoofdpersonage van Charlize Theron, Libby Day. Ook datzelfde jaar speelde ze samen met Owen Wilson en Lake Bell in de actiethrillerfilm No Escape.
In 2016 hernam ze haar rol als Judy Warren in het bovennatuurlijke vervolg op de horrorfilm The Conjuring 2. Ze speelde ook mee in de HBO-comedy-serie Divorce, met Sarah Jessica Parker en Thomas Haden Church. De rol van Warren hernam ze een tweede maal in The Conjuring: The Devil Made Me Do It.

## Filmografie
- Deception (2013); tv-serie
- World War Z (2013)
- The Conjuring (2013)
- Butterflies of Bill Baker (2013)
- And So It Goes (2014)
- Dark Places (2015)
- No Escape (2015)
- Before the Bomb (2015)
- The Conjuring 2 (2016)
- Paterson (2016)
- Divorce (2016-2019); tv-serie
- Daisy Winters (2017)
- Boarding School (2018)
- Almost Family (2020); tv-serie
- The Conjuring: The Devil Made Me Do It (2021)

- Biblioteca Nacional de España: XX5567711
- Gemeinsame Normdatei: 1096828189
- International Standard Name Identifier: 0000 0004 1877 1727
- Library of Congress Control Number: no2013102908
- Nationale Bibliotheek van Tsjechië: xx0276790
- Nationale Bibliotheek van Israël: 987009837985005171
- Virtual International Authority File: 305284344
- WorldCat: E39PBJgxkrHRGrJ6RWwBYMgxjC